# Spoorlijn Colmar-Sud - Bollwiller
De Spoorlijn Colmar-Sud - Bollwiller is een Franse spoorlijn van Colmar via Ensisheim naar Bollwiller. De gedeeltelijk opgebroken lijn was 34,6 km lang en heeft als lijnnummer 121 000.

## Geschiedenis
De spoorlijn werd door de Reichseisenbahnen in Elsaß-Lothringen als metersporige lijn geopend op 24 oktober 1901. Tijdens de Eerste Wereldoorlog werd om strategische redenen de lijn vanaf 1915 verbouwd naar normaalspoor en heropend in 1916. Reizigersvervoer heeft plaatsgevonden tot eind 1945. Tegelijkertijd werd het gedeelte tussen Ensisheim en Bollwiller gesloten. Goederenvervoer van Oberentzen tot Ensisheim heeft plaatsgevonden tot 1991 waarna ook dit gedeelte is gesloten. 

## Aansluitingen
In de volgende plaatsen is of was er een aansluiting op de volgende spoorlijnen:
Colmar-Sud
RFN 120 000, spoorlijn tussen Colmar-Central en Neuf-Brisach
Ensisheim
lijn tussen Ensisheim en Habsheim
Bollwiller
RFN 115 000, spoorlijn tussen Strasbourg-Ville en Saint-Louis
RFN 122 000, spoorlijn tussen Bollwiller en Lautenbach

## Galerij

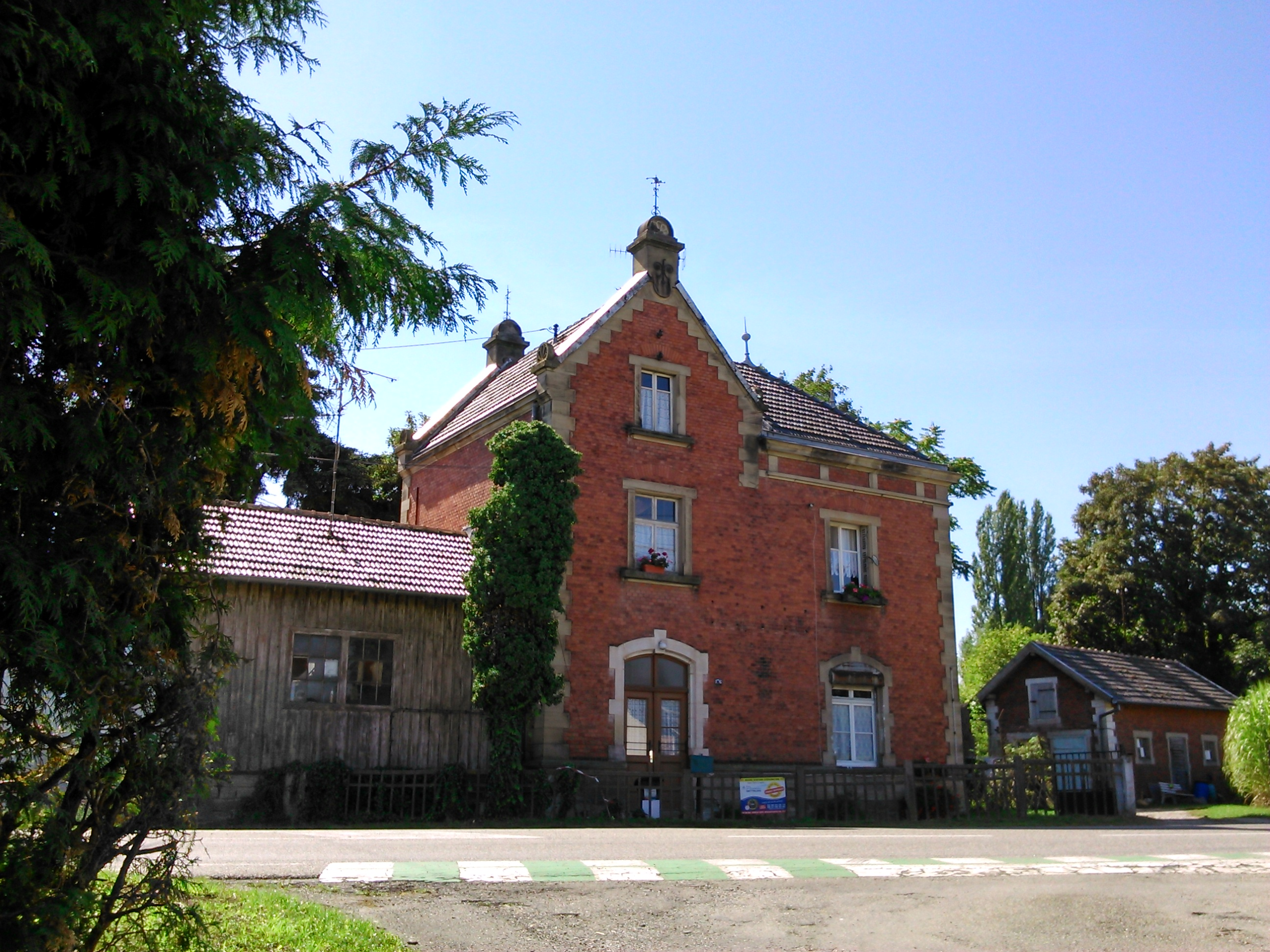
Station Colmar-Sud
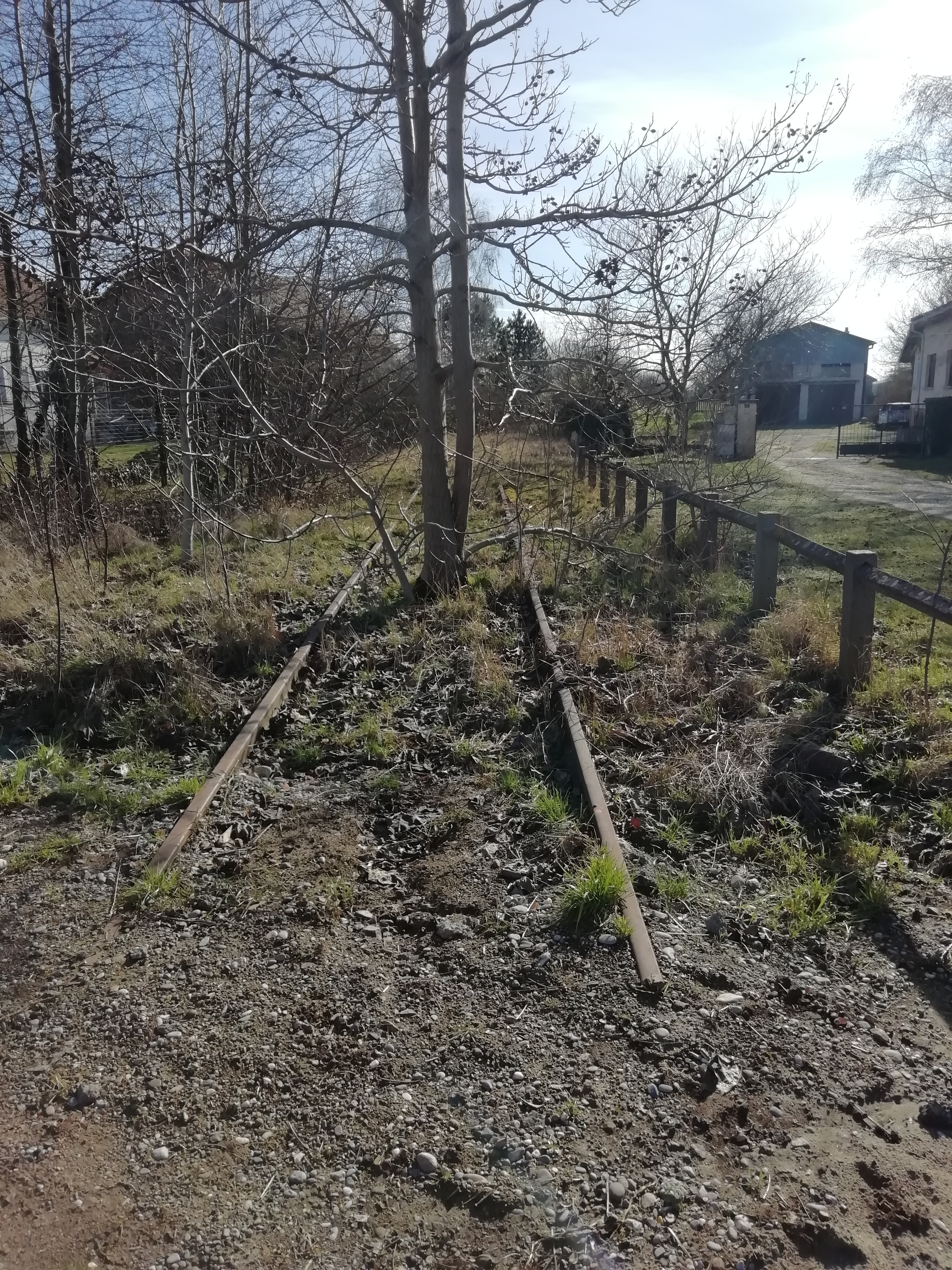
De lijn bij Niederergheim
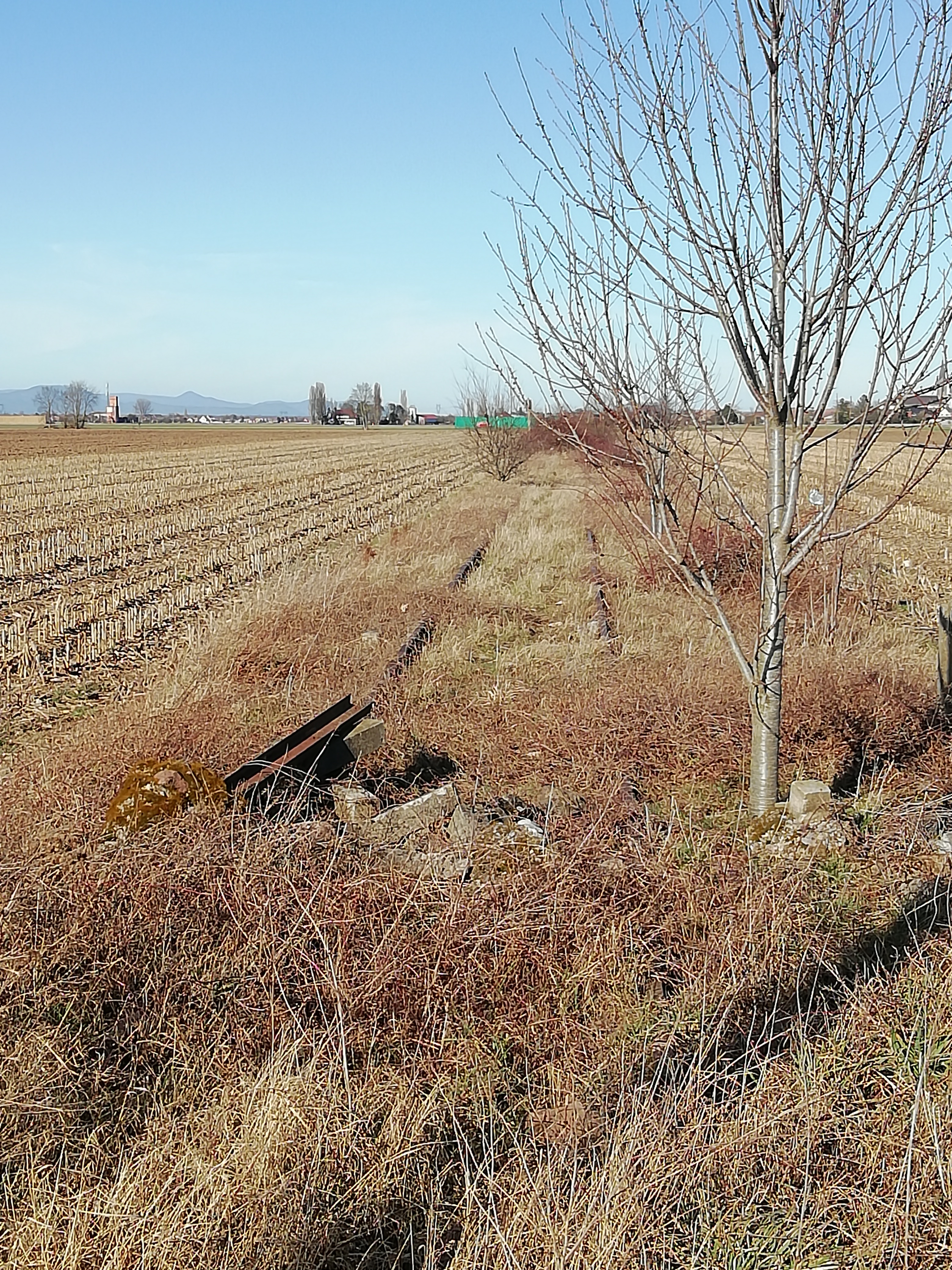
Tussen Niederhergheim en Oberhergheim
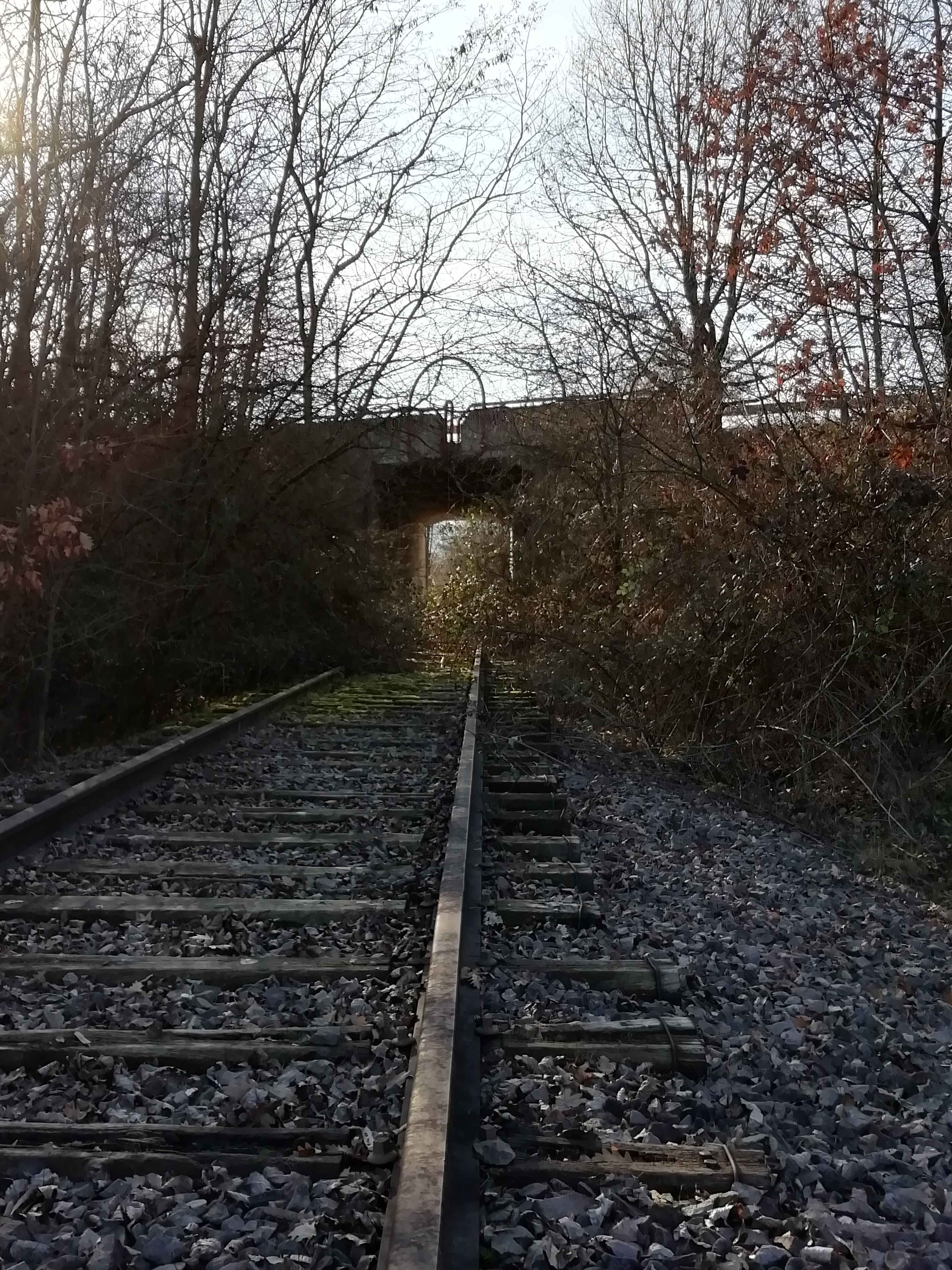
Tunnel onder de A35